# Butters Stotch
Leopold „Butters” Stotch a South Park című amerikai animációs sorozat egyik szereplője. Eredeti hangját Matt Stone, magyar hangját Minárovits Péter, illetve Fekete Zoltán kölcsönzi – alakját némileg a South Park társproducere, Eric Stough ihlette. Butters negyedikes tanuló, aki a coloradói South Parkban él és barátaival együtt gyakran bizarr kalandokba keveredik. A szereplő jókedvű, hiszékeny, optimista és a sorozat többi gyerekszereplőjénél passzívabb természetű; hajlamos a szorongásra, különösen akkor, amikor szülei szigorával kell szembenéznie.
Butters a South Park első sugárzásakor, 1997. augusztus 13-án, háttérszereplőként debütált a képernyőn, de a sorozat előrehaladtával szerepe fokozatosan megnőtt, különösen a hatodik évadtól. Azok a jelenetek, melyekben Eric Cartman kihasználja őt, a készítők kedvencei közé tartoznak és az újabb részek visszatérő elemeivé váltak.

## Szerepe a sorozatban
Butters a South Park-i általános iskolába jár, Mr. Garrison negyedikes osztályának tanulója. A sorozat első 58 epizódjában (1997 és 2000 között, a A negyedik osztályban című résszel bezárólag) a főszereplő gyerekekkel együtt harmadikos volt. Stephen és Linda Stotch egyetlen gyermekeként Butters South Parkban lakik, szigorú szüleinek büntetésével gyakran szembe kell néznie. Amikor Kenny McCormickot 2001-ben, az ötödik évad végén ideiglenesen kiírták a sorozatból, Stan Marsh, Kyle Broflovski, és Cartman befogadta Butterst, aki Kenny után a „negyedik baráttá” vált, egészen a hatodik évad közepéig. Ez alatt az idő alatt a főszereplők rendszeresen kihasználták Butters jámbor természetét és vele végeztettek el kellemetlenebb feladatokat. Végül kiközösítették a csapatból és helyette Tweeket fogadták maguk közé.
Ennek eredményeként a bosszúszomjas Butters létrehozta gonosz alteregóját, Káosz Professzort. Butters Káosz Professzor szerepébe bújva zöld palástot, valamint kartonpapírból és alufóliából készült sisakot, illetve kesztyűt visel. Káosz Professzor a történetileg összefüggő Káosz Professzor és A Simpsonék már megcsinálták… című epizódokban kapott nagyobb figyelmet, melyekben a nála fiatalabb Dougie-t maga mellé veszi, mint segítőjét, Rettenet Tábornokot és együttesen kísérlik meg elpusztítani a világot – természetesen sikertelenül. 
A későbbi epizódokban Káosz Professzor még feltűnik néhány alkalommal. A "Post Covid: The Return of Covid" című epizódban, amely a jövőben játszódik, Victor Káosz néven mutatkozik be, mint egy veszélyes őrült, aki bárkit képes rábeszélni arra, hogy fektesse be a pénzét NFT-be. Annak ellenére, hogy a főszereplők kizárták maguk közül és Kenny is visszatért a sorozatba, Butters fontos szereplő lett az újabb évadokban. Noha még mindig kívülállónak számít, jelentős időt tölt együtt a többi gyerekkel, különösen Cartmannel, aki ironikus módon a leginkább kihasználja és bántalmazza őt. Stan és Kyle mellett alkalmanként Butters fogalmazza meg az adott epizód cselekményéből fakadó tanulságot egy rövid monológban és néha a szülei vagy a többi felnőtt észszerűtlen viselkedése ellen is fel mer szólalni.

## Tulajdonságai

Butters, mint Káosz Professzor (jobbra) és Dougie, azaz Rettenet Tábornok

### Megjelenése
1997. augusztus 13-án Butters háttérszereplőként tűnt fel a Cartman anális beültetése című epizódban, a South Park televíziós debütálásakor. A szereplőt itt még papírkivágásokból alkották meg és stop motion technikával mozgatták. A második epizód óta Butterst már számítógépes programok segítségével keltik életre, de megjelenése továbbra is olyan benyomást kelt, mint az eredeti, papírkivágással készült animációk. A sorozat többi szereplőjéhez hasonlóan Butters alakját is egyszerű geometriai alakzatokból, főként alapszínek felhasználásával jelenítik meg.
A kézzel rajzolt rajzfilmszereplőkkel ellentétben nincsen szabad mozgástere, többnyire csupán egyetlen szögből látható és mozgását az alkotók szándékosan egyenetlenné tették. Buttersnek egy nagy szőke hajcsomó van a feje tetején, és legtöbbször világoskék kabátot hord, sötétzöld nadrággal. Butters hangját Matt Stone úgy alkotja meg, hogy a normál beszédhangján szólal meg, de hozzáad némi gyerekes hanghordozást is. Az elkészült felvétel hangmagasságát ezután a Pro Tools nevű programmal módosítják, ezzel egy negyedikes kisgyerek hangjához hasonló hatást érve el.

## A szereplő megalkotása
Butters alakját némileg a sorozat társproducere és korábbi animációs igazgatója, Eric Stough ihlette, akit Stone és Trey Parker nagyon konfliktuskerülő embernek tart. A „Butters” becenév onnan ered, hogy Parker és Stone körülbelül három éven keresztül „kis haver”-nak („little buddy”) szólították Stough-ot. A Csupaszon egy forró kádban című részig, első fontos szerepléséig Butterst az alkotógárda „Puff Puff”-nak hívta. A magyar szinkronban ekkoriban Bucsek néven utaltak rá. Butters fokozatosan Parker és Stone egyik kedvenc szereplőjévé vált és az ötödik évad végén saját epizódot kapott, Butters Nagyon Saját Epizódja címmel. A cél az volt, hogy Butterst megfelelően bemutassák a South Park nézőinek és felkészítsék őket annak későbbi, nagyobb volumenű szerepeltetésére. Butters egyre több jelenetben tűnt fel, különösen Cartmannel együtt; Parker elmondta, hogy a két szereplőt egyszerre felvonultató jelenetek a kedvencei a sorozatban.

### Személyisége és jellemvonásai
Butters nem káromkodik annyit, mint a sorozat többi gyerekszereplője, inkább olyan kifejezéseket használ, mint „a csudimudiba” vagy „a kakas csípje meg”. Bizonyos szituációkban azonban kijön a sodrából, és olyankor törni-zúzni is hajlamos. Elfojtott agressziója feltehetően annak is a következménye, hogy szülei, különösen apja, vasszigorral fogják őt, és jelentéktelen semmiségek miatt is szigorúan megbüntetik. Butters enyhén dadog és hajlamos idegesen babrálni a kezeivel. Gyakran énekelgeti a "Lu-lu-lu, egy szép kis alma..." kezdetű dalt. A többi szereplő „bénának” tartja, de a gyakori támadások és bántalmazások ellenére Butters vidáman viselkedik és jóindulatú marad. Könnyed személyiségét az 1950-es évekbeli szituációs komédiák tipikus gyerekszereplőihez hasonlították, amely éles kontrasztban áll barátai és erélyes szülei durva bánásmódjával.

## Egyéb szereplései
Butters fontos szerepet tölt be a Képzeletfölde-trilógiában, melyet 2008-ban DVD-n is megjelentettek, továbbá a South Park Imaginationland elnevezésű iPhone játékban választható szereplő, csakúgy, mint a 2009-es South Park Let's Go Tower Defense Play! című stratégiai játékban. Valamint a 2014-es Stick of Truth-ban.

## Fordítás
- Ez a szócikk részben vagy egészben  a   Butters Stotch című angol Wikipédia-szócikk ezen változatának fordításán alapul.  Az eredeti cikk szerkesztőit annak laptörténete sorolja fel. Ez a jelzés csupán a megfogalmazás eredetét és a szerzői jogokat jelzi, nem szolgál a cikkben szereplő információk forrásmegjelöléseként.